# Chulmleigh
Chulmleigh – miasto w Anglii, w hrabstwie Devon, w dystrykcie North Devon. Leży 32 km na północny zachód od miasta Exeter i 270 km na zachód od Londynu. W 2001 miasto liczyło 1308 mieszkańców.